# 普菲斯泰屋

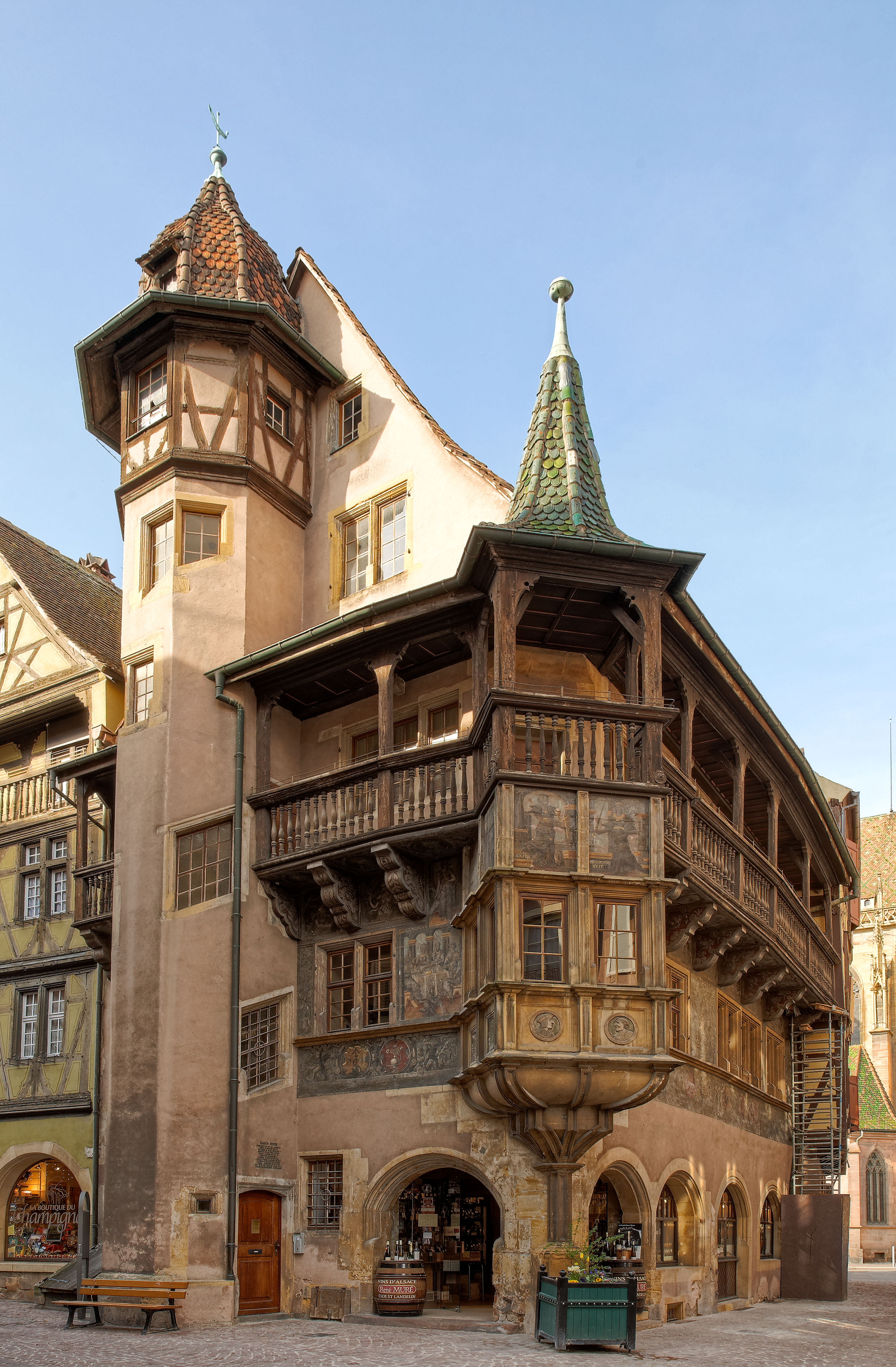
普菲斯泰屋

普菲斯泰屋（Maison Pfister）是法国阿尔萨斯上莱茵省科尔马的一座历史建筑。

## 历史
这可能是科尔马市最著名的一座房子，位于商人路（rue des Marchands）11号。 它建于1537年，1577年进行了改建。房子的名字“普菲斯泰”（Pfister）来自一个在1841年至1892年间居住在这里的一个家庭。在立面上出现信仰和正义的形象。
1927年3月14日，该建筑公布为法国历史遗迹。